# Gabriela Pedro
María Gabriela Pedro ist eine argentinische Schriftstellerin und Journalistin, Bildhauerin und Malerin.
Pedro studierte Journalismus und zugleich Kunst an der Universidad Nacional de La Plata. Daneben absolvierte sie ein Filmstudium an Manuel Antíns Universidad del Cine. Mit Förderung der Universidad Católica Argentina und der Zeitung Clarín nahm sie 1990 am VI. Curso Superior de Perfeccionamiento Periodístico teil und erhielt anschließend eine Stelle als Redakteurin des Clarín, die sie zehn Jahre innehatte.
Als Malerin und Bildhauerin hatte Pedro Einzelausstellungen u. a. in der Galería Praxis Arte Internacional in Buenos Aires. 1999 erhielt sie den Spezialpreis Presidencia de la Nación Argentina. Sechs Jahre lang nahm sie an den Lyrik-Workshops von Ana Emilia Lahitte teil und veröffentlichte Gedichte in Otras Paredes, Habla la piel und Hojas de Sudestada 105.  
2000 erschien ihr Buch Tiempo Naranja, Bazar de Arte, das Erzählungen, Gedichte und Bilder der Autorin enthält. Im gleichen Jahr präsentierte sie das Buch im Centro Cultural Recoleta in einer multimedialen Installation aus Gemälden, Musik, Videos, szenischen Darstellungen und vergrößerten Reproduktionen von Seiten ihres Buches, bei der auch ihr Poesie-Film Tropekúo gezeigt wurde. Als Filmemacherin drehte Pedro weiterhin die Kurzfilme Los Rezos und Oye Dali und schrieb das Drehbuch zu dem Spielfilm De Inundaciones Antiguas. Als Direktorin von Kreart Multimedia war sie seit 1993 für zahlreiche Medienproduktionen für das Fernsehen und die Wirtschaft verantwortlich.
Pedro ist Generalkoordinatorin der Presse- und Informationsstelle der Universidad Nacional del Centro, wo sie auch zwei Lehrstühle für Drehbuchschreiben innehat. Auf der Ausstellung País Caído zeigte sie sechzehn sozialkritische Werke, ihre Installation Entre las pirámides y la luna con Charly García mit Dias und Musik beruht auf Gesprächen mit dem Musiker.